# Jorge Rodríguez (politico)
Jorge Jesús Rodríguez Gómez (9 novembre 1965) è un politico e psichiatra venezuelano.

## Biografia e carriera politica
Rodríguez ha studiato Medicina presso l'Universitá Centrale del Venezuela e ha conseguito una specializzazione in Psichiatria presso il medesimo ateneo. È stato medico residente presso l'Istituto venezuelano di sicurezza sociale (1995); professore del corso di laurea in Psichiatria presso l'Ospedale Universitario di Caracas e del corso post-laurea in psicologia clinica di comunità presso l'UCAB ed è stato direttore medico di Residencias Humana (2002).
Nel 1998 ha vinto il primo premio al concorso annuale di racconti brevi organizzato dal quotidiano venezuelano El Nacional, con la sua opera Dime cuántos ríos son hechos de tus lágrimas.
Dopo aver servito come Vicepresidente della Repubblica sotto il governo del presidente Hugo Chávez, è stato nominato il 3 gennaio 2008 al ruolo massimo nella formazione del Partito Socialista Unito del Venezuela.
Chávez gli affidò anche l'insediamento del congresso fondativo e il coordinamento delle strategie per i futuri eventi elettorali. Nell'ambito delle elezioni interne dell'organizzazione, è stato eletto sindaco del comune di Caracas nelle elezioni regionali del novembre 2008, in cui ha ottenuto il 53% dei voti sostituendo il suo co-militante Freddy Bernal.
Il 25 settembre 2018, il governo degli Stati Uniti di Donald Trump ha imposto una serie di sanzioni personali contro i funzionari venezuelani; il Dipartimento del Tesoro, attraverso l'Ufficio per il controllo dei beni esteri (OFAC), ha annunciato che le misure riguardano diversi funzionari, tra cui Rodríguez
Jorge Rodríguez ha assunto la presidenza dell'Assemblea Nazionale del Venezuela, dopo essere stato proposto dal Gran polo patriotico, il 5 gennaio 2021, e ha guidato il primo, il secondo e il terzo anno della V Legislatura.
El País lo ha descritto come parte della cupola di potere che gestisce il chavismo-madurismo, insieme a Maduro e a sua sorella Delcy.